# Wiehe
Wiehe é uma vila e antigo município da Alemanha localizada no distrito de Kyffhäuserkreis, estado da Turíngia. Wiehe é a Erfüllende Gemeinde do município de Donndorf. Desde 1 de janeiro de 2019, forma parte do município de Roßleben-Wiehe.

## Demografia
Evolução da população (em 31 de dezembro):
| - 1994 - 2.403 - 1995 - 2.372 - 1996 - 2.356 - 1997 - 2.395 | - 1998 - 2.418 - 1999 - 2.398 - 2000 - 2.311 - 2001 - 2.295 | - 2002 - 2.283 - 2003 - 2.271 - 2004 - 2.236 |

Fonte: Datenquelle - Thüringer Landesamt für Statistik